# Hans Petersen (biljarter)
Gerardus Johannes Albertus Josephus (Hans) Petersen (Zutphen, 20 augustus 1885 – Den Haag, 2 maart 1960) was een Nederlandse biljarter. Hij nam tussen seizoen 1932–1933 en 1941–1942 negen keer deel aan het Nederlands kampioenschap driebanden in de ereklasse.

## Deelname aan Nederlandse kampioenschappen in de Ereklasse
| Nr. | Kampioenschap        | Plaats    | Klassering | Alg. gemiddelde |
| --- | -------------------- | --------- | ---------- | --------------- |
| 1.  | Driebanden 1932–1933 | Amsterdam | 4e         | 0,551           |
| 2.  | Driebanden 1934–1935 | Tilburg   | 6e         | 0,451           |
| 3.  | Driebanden 1935–1936 | Rotterdam | 4e         | 0,483           |
| 4.  | Driebanden 1936–1937 | Amsterdam | 4e         | 0,534           |
| 5.  | Driebanden 1937–1938 | Amsterdam | 3e         | 0,595           |
| 6.  | Driebanden 1938–1939 | Amsterdam | 5e         | 0,498           |
| 7.  | Driebanden 1939–1940 | Amsterdam | 7e         | 0,523           |
| 8.  | Driebanden 1940–1941 | Utrecht   | 6e         | 0,520           |
| 9.  | Driebanden 1941–1942 | Utrecht   | 7e         | 0,543           |